# 国王大厦

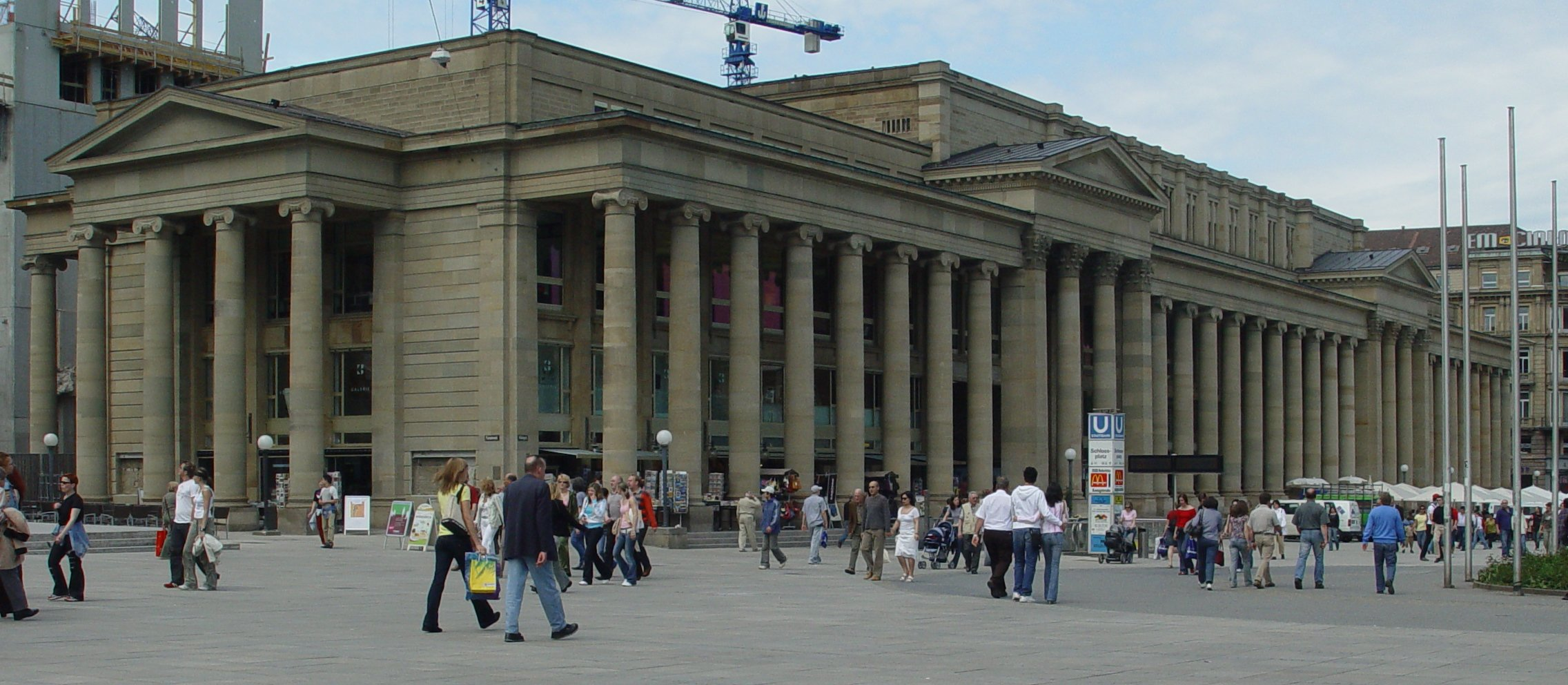
国王大厦

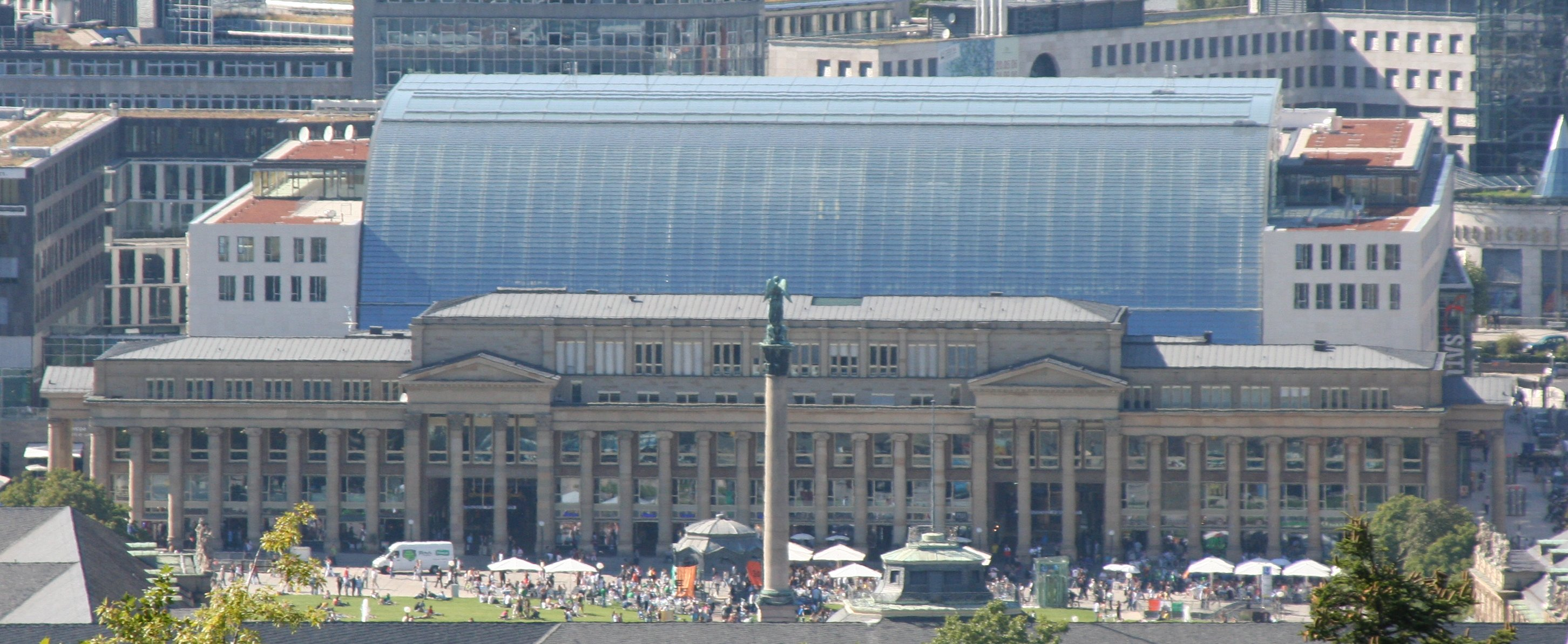
远眺国王大厦

国王大厦（Königsbau）是斯图加特王宫广场最有影响的建筑物之一。它占据广场的西北侧，内部主要是商店和咖啡馆。自2006年4月起，在其后侧增建了国王大厦长廊（Königsbau-Passagen），包括面积45000平方米的零售和办公空间。 

## 历史
1856-1860年，符腾堡国王威廉一世下令修建了国王大厦，古典式建筑风格。宫廷建筑师Christian Friedrich von Leins和建筑师约翰·迈克尔·纳普得到了施工合同。这座宏伟的建筑与新王宫相对，拥有34根柱子组成的135米长的柱廊。
在第二次世界大战期间，国王大厦严重受损，1958年至1959年花费相当于400万欧元重建。从1991至2002年斯图加特证券交易所设于国王大厦，现已迁往市场街。

## 国王大厦长廊
在国王大厦后侧8600平方米的地块，由柏林的Jehle 建筑事务所设计了购物和商务中心国王大厦长廊。该项目总投资约18000万欧元。2004年9月奠基，2005年10月封顶，2006年4月20日开幕。其最引人注目的部分是一个拱形的玻璃屋顶，直接连接到国王大厦。五层购物空间面积达27000平方米。